# 법질서
법질서(法秩序)는 법에 의하여 사회가 통일적으로 규율되고 있는 상태, 또는 많은 개개의 법규가 통일적으로 체계화된 상태(법체계)를 말한다. 법질서의 유지, 또는 확립이라고 할 때는 전자의 뜻에서 사용된다. 후자는 부분적 법질서(예 : 민법 질서)를 뜻할 때도 있으나 일반적으로는 국가의 법질서 전체를 가리킨다. 사회생활을 법으로서 질서 있게 한다는 것은 법의 고유한 목적과 임무이며, 법질서가 없다면 정의를 실현할 수도 없다.

## 같이 보기
- 법적 안정성